# 井山町
井山町（いやまちょう）は、愛知県瀬戸市品野連区の町名。丁番を持たない単独町名である。

## 地理
- 瀬戸市中央部に位置する[8]。西を中品野町、北から東を上品野町、南を岩屋町・鳥原町と隣接している[8]。
- 三国山系が品野谷となる末端部の丘陵地[8]。
- 西部に市営井山住宅がある[8]。建設は1960年（昭和35年）から1963年（昭和38年）にかけて行われており、建設当初は全71戸[9]。建物の老朽化に伴い2005年（平成17年）より募集は停止されている[10]。2016年（平成28年）ごろより、退去済みの住宅から順に取り壊しが行われており[11]、2020年（令和2年）4月1日時点の戸数は48であり、そのうち16戸が利用されている[12]。

### 河川
- 大洞川（水野川支流） ： 町の東部の山林を源流に、北西に向かって流れている。途中、水月池がある。

### 池沼
- 水月池 ： 町の中央部、せと品野I.C.ランプ内にある。

### 学区
市立小・中学校に通う場合、学区は以下の通りとなる。また、公立高等学校普通科に通う場合の学区は以下の通りとなる。
| 番・番地等 | 小学校               | 中学校             | 高等学校 |
| ---------- | -------------------- | ------------------ | -------- |
| 全域       | 瀬戸市立品野台小学校 | 瀬戸市立品野中学校 | 尾張学区 |

## 歴史

### 町名の由来
井山は山麓の湧水に由来するという。

### 沿革
- 1965年（昭和40年）5月1日 - 瀬戸市大字中品野字大洞の全域と、字井山・引越・奥畑の各一部により、同市井山町として成立[2]。

## 世帯数と人口
2024年（令和6年）2月1日現在の世帯数と人口は以下の通りである。
| 町丁   | 世帯数 | 人口 |
| ------ | ------ | ---- |
| 井山町 | 57世帯 | 68人 |

### 人口の変遷
国勢調査による人口の推移。
| 1995年（平成7年）  | 224人 | [ 16 ] |  |
| 2000年（平成12年） | 176人 | [ 17 ] |  |
| 2005年（平成17年） | 155人 | [ 18 ] |  |
| 2010年（平成22年） | 122人 | [ 19 ] |  |
| 2015年（平成27年） | 100人 | [ 20 ] |  |
| 2020年（令和2年）  | 77人  | [ 21 ] |  |

### 世帯数の変遷
国勢調査による世帯数の推移。
| 1995年（平成7年）  | 80世帯 | [ 16 ] |  |
| 2000年（平成12年） | 65世帯 | [ 17 ] |  |
| 2005年（平成17年） | 72世帯 | [ 18 ] |  |
| 2010年（平成22年） | 48世帯 | [ 19 ] |  |
| 2015年（平成27年） | 35世帯 | [ 20 ] |  |
| 2020年（令和2年）  | 25世帯 | [ 21 ] |  |

## 交通

### 鉄道
町内に鉄道は走っていない。最寄り駅は、名鉄瀬戸線尾張瀬戸駅になる。

### バス
町内にバスは走っていない。最寄りのバス停は、名鉄バス「しなの線（瀬戸北線）」【2】【2H】【3】系統と瀬戸市コミュニティバス「片草線」の中品野町バス停になる。

### 道路
- 東海環状自動車道せと品野インターチェンジ ： 町の中央部にある。IC番号は6。愛知県警高速道路交通警察隊せと品野分駐所がある。

## 施設
- 養護老人ホームたんぽぽ陶寿荘 ： 一宮市に本部を置く社会福祉法人たんぽぽ福祉会が運営する養護老人ホーム[22]。もともとは1964年（昭和39年）6月29日に市営の施設として開業したが、2009年（平成21年）4月より同会に運営が委託されている[23]。定員は50名[22]。
- 中品野児童遊園 ： 市営井山住宅内にある公園。ブランコ・すべり台・鉄棒・ジャングルジムがある。

- 養護老人ホームたんぽぽ陶寿荘
- 中品野児童遊園

## その他

### 日本郵便
- 郵便番号 ： 480-1217[6]（集配局：瀬戸郵便局[24]）。